# Armin Pinggera
Armin Pinggera (Dornbirn, 10 maggio 1944) è un politico italiano, esponente del Südtiroler Volkspartei.

## Biografia
Pinggera nacque a Dornbirn, ma crebbe a San Valentino alla Muta.
Frequentò le scuole medie e il ginnasio presso l'Abbazia di Monte Maria, per poi diplomarsi a Bolzano. Si laureò in giurisprudenza all'università di Firenze, tornando poi a esercitare la professione di avvocato in Alto Adige, dapprima per il praticantato a Bolzano e poi con un proprio studio a Silandro.
Impegnato politicamente nelle file della Südtiroler Volkspartei, fu dal 1979 al 2006 Obmann della sezione di Silandro, e lungamente membro dell'assemblea provinciale del partito.
Dal marzo 1999 al settembre 2001 fu membro supplente all'Assemblea parlamentare del Consiglio d'Europa.
In occasione delle elezioni del 1996 fu il candidato del suo partito nel collegio uninominale di Merano, risultando eletto con il 66,52% dei consensi. Alle elezioni del 2001 non venne ricandidato: l'assemblea provinciale gli preferì Alois Kofler. Pinggera si era nuovamente proposto come candidato al Senato della Repubblica per le elezioni del 2006, ma gli venne preferito il concittadino Manfred Pinzger.